# Trans Fly
Trans Fly är en låglänt ekoregion vid Nya Guineas sydkust belägen både i Indonesien och på Papua Nya Guinea. Med områdets monsuner och torrperioder är dessa gräsmarker ganska annorlunda än de tropiska regnskogarna som täcker större delen av ön. Landskapet liknar istället mer det i norra Australien längre söderut. Området har fått sitt namn efter floden Fly.
Sedan 6 juni 2006 är det skyddade området av Trans Fly i Papua Nya Guinea uppsatt på detta lands tentativa världsarvslista.

## Flora
Området är mestadels en grässlätt som liknar norra Australien och har skogsområden med eukalyptus, albizia och nålmyrten. Gräsmarkerna förnyas genom återkommande bränder i slutet av varje torrperiod.

## Fauna
Även om gräsmarkerna inte är lika rika på djurliv som regnskogarna på Nya Guinea, finns här en mängd endemiska arter. Bland däggdjuren kan nämnas nyaguineadvärgpungmöss (Planigale novaeguineae), bronspungmård (Dasyurus spartacus), glasögonvallaby (Lagorchestes conspicillatus) och Bruijns buskvallaby (Thylogale brunii). Fåglar som finns i området är exempelvis Nya Guineagräsfågel (Megalurus albolimbatus) och glanskookaburra, en artsläkting till kungsfiskaren som lever på gnagare och reptiler istället för fisk. Området har också ett antal reptiler och groddjur, exempelvis den unika Nyaguineasköldpadda (Carettochelys insculpta).

## Hot och skydd

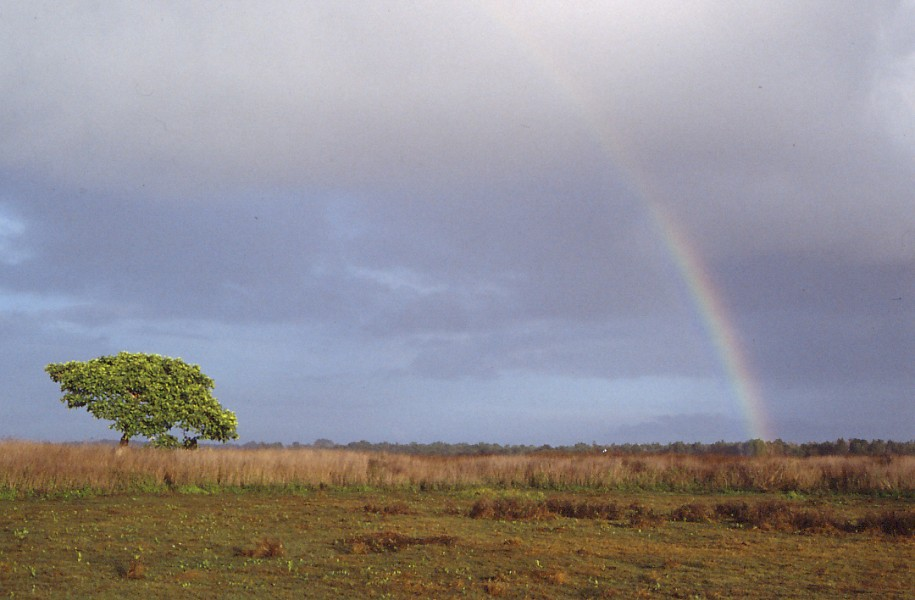
Regnbåge i Wasurs nationalpark, Indonesia

Detta är ett avlägset område med en stor och väldigt lokal stambefolkning. De flesta habitat är intakta även om djurlivet är sårbart för samling, jakt och skador orsakade av skogsavverkning och avskogning, särskilt då människor flyttar in i området på den indonesiska sidan. Gräsmarkerna förändras också genom att den introducerade Rusa timorensis (Cervus timorensis) tillåts betas här. En tredjedel av regionen är skyddad, särskilt genom Wasurs nationalpark i Indonesien vid kusten och den intilliggande Tondas viltskötselområde på andra sidan gränsen i Papua New Guinea.